# قرار مجلس الأمن التابع للأمم المتحدة رقم 910
قرار مجلس الأمن التابع للأمم المتحدة رقم 910، المتخذ بالإجماع في 14 أبريل 1994، بعد النظر في رسالة من الأمين العام بطرس بطرس غالي يخطر فيها باعتزامه إرسال فريق استطلاع إلى قطاع أوزو المتنازع عليه بين تشاد وليبيا، قرر المجلس إعفاء مهمة الاستطلاع من بند في القرار 748 (1992) يفرض عقوبات دولية على ليبيا.
وبموجب الفصل السابع من ميثاق الأمم المتحدة، أقر المجلس بأن البعثة ستطلب استخدام طائرات الأمم المتحدة التي تتطلب الإعفاء من أجل مراقبة الانسحاب الليبي. ورحب المجلس بالاتفاق المبرم بين حكومة تشاد وحكومة ليبيا في سرت بتاريخ 4 أبريل 1994 بشأن تنفيذ الحكم الصادر عن محكمة العدل الدولية بتاريخ 3 فبراير 1994 بشأن سيادة قطاع أوزو. وطلب من الأمين العام اطلاع المجلس على الرحلات الجوية بموجب القرار الحالي.

## روابط خارجية
- نص القرار في undocs.org